# Asylum (film 1997)
Asylum è un film del 1997 diretto da James Seale.
Interpretato da Robert Patrick, Malcolm McDowell, Sarah Douglas, Debra Wilson, Henry Gibson e Jason Schombing, venne trasmesso in anteprima su HBO il 6 maggio 1997.

## Trama
Nicholas Tordone è un investigatore privato traumatizzato dal suicidio di suo padre che va sotto copertura in un istituto mentale per scoprire le reali cause della morte del genitore.